# Nemoria aemularia
Nemoria aemularia là một loài bướm đêm trong họ Geometridae.